# Eschatocerus acaciae
Eschatocerus acaciae är en stekelart som beskrevs av Mayr 1881. Eschatocerus acaciae ingår i släktet Eschatocerus och familjen gallsteklar. Inga underarter finns listade i Catalogue of Life.